# オペラ作曲家一覧
オペラ作曲家一覧（オペラさっきょくかいちらん）は、オペラを作曲した作曲家の一覧である。クラシック音楽の作曲家一覧、オペラ作品一覧なども参照

## 生年順

### 16 - 17世紀
- ジュリオ・カッチーニ (1545頃 - 1618)：『エウリディーチェ』
- ヤコポ・ペーリ (1561 - 1633)：『ダフネ』『エウリディーチェ』
- クラウディオ・モンテヴェルディ (1567 - 1643)：『オルフェオ』『ポッペーアの戴冠』
- フランチェスカ・カッチーニ (1587 - 1640頃)：『ルッジェーロの救出』
- ジャン＝バティスト・リュリ (1632 - 1687)：『カドミュスとエルミオーヌ』『アルセスト（英語版）』『イジス（英語版）』『プロゼルピーヌ（英語版）』『テゼ』『ヘルセ』『ヴェルサイユの洞窟』『エリドの王妃』『ロラン』『アンスとガラテー』
- マルカントワーヌ・シャルパンティエ (1643 - 1702)：『メデ（英語版）』『オルフェウスの冥府下り（英語版）』『ダビデとヨナタン（英語版）』『花咲ける芸術（英語版）』
- ヘンリー・パーセル (1659 - 1695)：『ディドとエネアス』『妖精の女王』
- アレッサンドロ・スカルラッティ (1660 - 1725)：
- アンドレ・カンプラ (1660 - 1744)：『優雅なヨーロッパ（英語版）』『タンクレディ（英語版）』『ヴェネツィアの宴（英語版）』
- アントニオ・ロッティ (1667 - 1740)：『アルゴのジョーヴェ』『アスカーニオ』『テオファーネ』
- アントニオ・ヴィヴァルディ (1678 - 1741)：『ダリオの戴冠』『狂気を装うオルランド』『エジプト戦場のアルミーダ』『モンテデズマ』『バヤゼット』
- ジャン＝フィリップ・ラモー (1683 - 1764)：『優雅なインドの国々』『プラテー』『ピグマリオン』『ザイス（英語版）』『レ・ボレアード』『イポリートとアリシー』『カストールとポリュックス（英語版）』『ダルダニュス（英語版）』『ゾロアストル（英語版）』
- ゲオルク・フリードリヒ・ヘンデル (1685 - 1759)：『ジュリアス・シーザー』『リナルド』『セルセ』
- ヨハン・アドルフ・ハッセ (1699 - 1783)：

### 18世紀
- ジョヴァンニ・バッティスタ・ペルゴレージ (1710 - 1736)：『奥様女中』
- ジャン＝ジャック・ルソー (1712 - 1778)：『村の預言者（英語版）』
- ニコロ・ヨンメッリ (1714 - 1774)：
- クリストフ・ヴィリバルト・グルック (1714 - 1787)：『オルフェオとエウリディーチェ』『アルチェステ』『トーリードのイフィジェニー』『オーリードのイフィジェニー』『アルミード』『エコーとナルシス（英語版）』
- トンマーゾ・トラエッタ (1727 - 1779)：『タウリスのイフィゲニア』
- ニコロ・ピッチンニ (1728 - 1800)：『ロラン（英語版）』『アティス（英語版）』『トーリードのイフィジェニー（英語版）』『ディドー（英語版）』
- アントニオ・サッキーニ (1730 - 1786)：『ルノー（英語版）』『ダルダニュス（英語版）』『コロンヌのエディプ（イタリア語版）』
- フランツ・ヨーゼフ・ハイドン (1732 - 1809)：『月の世界』『薬剤師』『哲学者の魂』『歌姫』『無人島』
- ジョヴァンニ・パイジエッロ (1740 - 1816)：
- アンドレ＝エルネスト＝モデスト・グレトリ (1741 - 1813)：『ゼミールとアゾール（英語版）』『ミダスの審判（英語版）』『嫉妬深い恋人（英語版）』『アンドロマック（英語版）』『カイロの隊商』『獅子心王リシャール』『ピョートル大帝（英語版）』
- ドメニコ・チマローザ (1749 - 1801)：『秘密の結婚』
- アントニオ・サリエリ (1750 - 1825)：『ダナオスの娘たち』『オラース兄弟（英語版）』『タラール』
- ヴォルフガング・アマデウス・モーツァルト (1756 - 1791)：『後宮からの誘拐』『フィガロの結婚』『ドン・ジョヴァンニ』『コジ・ファン・トゥッテ』『魔笛』
- ルイジ・ケルビーニ (1760 - 1842)：『ロドイスカ（英語版）』『メデア』『アバンセラージュ（英語版）』『アナクレオン（英語版）』『二日間（英語版）』
- ルートヴィヒ・ヴァン・ベートーヴェン (1770 - 1827)：『フィデリオ』[注釈 1]
- ガスパーレ・スポンティーニ (1774 - 1851)：『ヴェスタの巫女』『オランピ（英語版）』『フェルナン・コルテス』『アグネス・フォン・ホーエンシュタウフェン（英語版）』
- フランソワ＝アドリアン・ボワエルデュー (1775 - 1834)：『バグダッドの太守（英語版）』『パリのジャン（英語版）』『白衣の婦人』
- ダニエル＝フランソワ＝エスプリ・オベール (1782 - 1871)：『ポルティチの唖娘』『フラ・ディアヴォロ』『青銅の馬（フランス語版）』『黒いドミノ』『王冠のダイヤモンド（英語版）』『ギュスターヴ3世（英語版）』『マノン・レスコー』
- カール・マリア・フォン・ウェーバー (1786 - 1826)：『魔弾の射手』『オベロン』
- ジャコモ・マイアベーア (1791 - 1864)：『ユグノー教徒』『悪魔のロベール』『預言者』『アフリカの女』『北極星』『ディノラ』『エジプトの十字軍』『アンジュのマルゲリータ（フランス語版、英語版）』
- フェルディナン・エロルド (1791 - 1833)：『ザンパ』『プレ・オ・クレール』『ブランヴィリエ侯爵夫人（英語版）[注釈 2]』
- ジョアキーノ・ロッシーニ (1792 - 1868)：『セビリアの理髪師』『チェネレントラ』『セミラーミデ』『湖上の美人』『モイーズとファラオン』『ギヨーム・テル』
- サヴェリオ・メルカダンテ (1795 - 1870)：『誓い（英語版）』『ヴェスタの巫女（英語版）』『エリザとクラウディオ（英語版）』『スペインの女王カリテア（英語版）』『フランチェスカ・ダ・リミニ（イタリア語版、英語版）』
- ガエターノ・ドニゼッティ (1797 - 1848)：『愛の妙薬』『ランメルモールのルチア』『連隊の娘』『ポリウト』『ラ・ファヴォリート』
- フランツ・シューベルト (1797 - 1828)：『アルフォンゾとエストレッラ』『フィエラブラス』『4年間の哨兵勤務』
- ジャック・アレヴィ (1799 - 1862)：『ユダヤの女』『キプロスの女王（フランス語版）』『シャルル六世（英語版）』『閃光（英語版）』『ギドとジネヴラ（英語版）』

### 19世紀
- ヴィンチェンツォ・ベッリーニ (1801 - 1835)：『異国の女（英語版）』『海賊（英語版）』『カプレーティとモンテッキ』『夢遊病の女』『ノルマ』『清教徒』
- アドルフ・アダン (1803 - 1856)：『山小屋（英語版）』『ロンジュモーの御者』『トレアド－ル（英語版）』『ジラルダ（英語版）』『われ、もし王者なりせば（英語版）』
- エクトル・ベルリオーズ (1803 - 1869)：『ベンヴェヌート・チェッリーニ』『ベアトリスとベネディクト』『トロイアの人々』『ファウストの劫罰』
- ミハイル・グリンカ (1804 - 1857)：『ルスランとリュドミラ』『イワン・スサーニン』
- フェリックス・メンデルスゾーン (1809 - 1847)：『異国からの帰郷（英語版）』『兵士の恋』『2人の教育者』『カマチョの結婚（英語版）』
- オットー・ニコライ (1810 - 1849)：『ウィンザーの陽気な女房達たち』
- ロベルト・シューマン (1810 - 1856)：『ゲノフェーファ』
- フランツ・リスト (1811 - 1886)：『ドン・サンシュ、または愛の館（英語版）』『ザルダナパール（英語版）[注釈 3]』
- アンブロワーズ・トマ (1811 - 1896)：『ミニョン』『ハムレット』『夏の夜の夢（英語版）』
- フリードリッヒ・フォン・フロトー (1812 - 1883)：『マルタ』
- リヒャルト・ワーグナー (1813 - 1883)：『さまよえるオランダ人』『ローエングリン』『タンホイザー』『ニュルンベルクのマイスタージンガー』『ニーベルングの指環』『トリスタンとイゾルデ』『パルジファル』
- ジュゼッペ・ヴェルディ (1813 - 1901)：『ナブッコ』『リゴレット』『椿姫』『イル・トロヴァトーレ』『運命の力』『アイーダ』『オテロ』『ファルスタッフ』
- エッリーコ・ペトレッラ (1813 - 1877)：『ヨーネ』
- シャルル・グノー (1818 - 1893)：『ファウスト』『ロメオとジュリエット』『ミレイユ』『サン＝マール（英語版）』『血まみれの修道女（英語版）』『サッフォー（英語版）』『サバの女王 』『いやいやながら医者にされ（英語版）』『ポリュークト（英語版）』
- スタニスワフ・モニューシュコ (1819 - 1872)：『ハルカ（英語版）』『幽霊屋敷（英語版）』『伯爵夫人（英語版）』『いかだ乗り（英語版）』『パリア（英語版）』
- レオ・ドリーブ (1819 - 1880)：『ラクメ』
- ジャック・オッフェンバック (1819 - 1880)：『天国と地獄』『ホフマン物語』『美しきエレーヌ』『パリの生活』『青ひげ』『ジェロルスタン女大公殿下』『ラ・ペリコール』『盗賊』『月世界旅行（英語版）』『にんじん王（英語版）』『ロビンソン・クルーソー（英語版）』
- セザール・フランク  (1822 - 1890)：『ユルダ（英語版）』『ギゼル（英語版）[注釈 3]』『ストラデッラ（英語版）』
- エドゥアール・ラロ (1823 - 1889)：『フィエスク（英語版）』『イスの王様』『ジャックリーの乱（英語版）』
- エルネスト・レイエル (1823 - 1909)：『シギュール（英語版）』『サランボー（英語版）』
- ベドルジハ・スメタナ (1824 - 1884)：『売られた花嫁』
- ヨハン・シュトラウス2世 (1825 - 1899)：『こうもり』『ヴェネツィアの一夜』『くるまば草』『ジプシー男爵』『ウィーン気質』
- アレクサンドル・ボロディン (1833 - 1887)：『イーゴリ公』
- アミルカレ・ポンキエッリ (1834 - 1886)：『ラ・ジョコンダ』『バレンシアのムーア人（英語版）』『リトアニア人（英語版）』
- ジョルジュ・ビゼー (1835 - 1875)：『真珠採り』『カルメン』『美しきパースの娘』『イワン雷帝（英語版）』
- カミーユ・サン＝サーンス (1835 - 1921)：『サムソンとデリラ』『ヘンリー八世』『アスカニオ（英語版）』『銀の音色（英語版）』『黄色い王女』『プロゼルピーヌ（英語版）』『デジャニール（英語版）』『エティエンヌ・マルセル（英語版）』
- モデスト・ムソルグスキー (1839 - 1881)：『ボリス・ゴドゥノフ』『ホヴァーンシチナ』
- ピョートル・チャイコフスキー (1840 - 1893)：『エフゲニー・オネーギン』『スペードの女王』『地方長官』『オルレアンの少女』『魔女』『イオランタ』『マゼッパ』
- アントニン・ドヴォルザーク (1841 - 1904)：『王様と炭焼き』『ルサルカ』『悪魔とカーチャ』『ジャコバン党員（英語版）』
- エマニュエル・シャブリエ (1841 - 1894)：『エトワール』『グヴェンドリーヌ（英語版）』『いやいやながらの王様』
- ジュール・マスネ (1842 - 1912)：『ウェルテル』『マノン』『タイス』『ドン・キショット』『ラオールの王（英語版）』『エロディアード』『ル・シッド』『エスクラルモンド（英語版）』『サンドリヨン』『グリセリディス（フランス語版）』『クレオパトラ（フランス語版）』
- ニコライ・リムスキー＝コルサコフ (1844 - 1908)：『サトコ』『金鶏』『サルタン皇帝の物語』『見えざる街キーテジと乙女フェヴローニヤの物語』『皇帝の花嫁』『ムラーダ』
- ガブリエル・フォーレ (1845 - 1924)：『ペネロープ』『プロメテ』
- ヴァンサン・ダンディ (1851 - 1931)：『フェルヴァール（英語版）』『異邦人（スペイン語版）』
- アンドレ・メサジェ (1853 - 1929)：『司法書記団（英語版）』『お菊さん』『ヴェロニック』『ミシュ家の娘たち（英語版）』
- アルフレード・カタラーニ (1854 - 1893)：『ワリー（英語版）』『ローレライ（英語版）』
- エンゲルベルト・フンパーディンク (1854 - 1921)：『ヘンゼルとグレーテル』
- レオシュ・ヤナーチェク (1854 - 1928)：『利口な牝狐の物語』『イェヌーファ』『カーチャ・カバノヴァー』『ブロウチェク氏の休暇旅行（英語版）』『マクロプロス事件（英語版）』『死者の家から』
- エルネスト・ショーソン (1855 - 1899)：『アルテュス王』
- ルッジェーロ・レオンカヴァッロ (1857 - 1919)：『道化師』『ザザ（英語版）)』
- ピエトロ・マスカーニ (1863 - 1945)：『カヴァレリア・ルスティカーナ』
- アルベリク・マニャール (1865 - 1914)：『ゲルクール（英語版）』
- ウンベルト・ジョルダーノ (1867 - 1948)：『アンドレア・シェニエ』『フェドーラ（英語版）)』
- エンリケ・グラナドス (1867 - 1916)：『ゴイェスカス』
- ジャコモ・プッチーニ (1858 - 1924)：『トスカ』『ラ・ボエーム』『蝶々夫人』『トゥーランドット』
- ギュスターヴ・シャルパンティエ (1860 - 1956)：『ルイーズ』『ジュリアン、または詩人の生活（英語版）』
- クロード・ドビュッシー (1862 - 1918)：『ペレアスとメリザンド』『ロドリーグとシメーヌ（英語版）[注釈 3]』『アッシャー家の崩壊[注釈 4]』『鐘楼の悪魔[注釈 4]』
- ギィ・ロパルツ (1864 - 1955)：『故郷（英語版）』
- リヒャルト・シュトラウス (1864 - 1949)：『サロメ』『エレクトラ』『ばらの騎士』『ナクソス島のアリアドネ』
- カール・ニールセン (1865 - 1931)：『仮面舞踏会』『サウルとダヴィデ』
- ポール・デュカス (1865 - 1935)：『アリアーヌと青ひげ』
- アルベール・ルーセル (1869 - 1937)：『パドマーヴァティ（英語版）』
- アレクサンダー・ツェムリンスキー (1871 - 1942)：『馬子にも衣装（英語版）』『フィレンツェの悲劇』『小人』
- アーノルト・シェーンベルク (1874 - 1951)：『幸福な手（英語版）』『今日から明日へ（英語版）』『モーゼとアロン』
- セルゲイ・ラフマニノフ (1873 - 1943)：『アレコ』『けちな騎士（英語版）』『フランチェスカ・ダ・リミニ（英語版）』
- アルフレッド・ブリュノー (1875 - 1934)：『夢（英語版）』『風車への突撃（英語版）』『メシドール（英語版）』
- モーリス・ラヴェル (1875 - 1937)：『スペインの時』『子供と魔法』
- フランコ・アルファーノ (1875 - 1954)：『シラノ・ド・ベルジュラック』『復活（英語版）』『サクンタラ（英語版）』
- フランツ・シュレーカー (1878 - 1934)：『はるかなる響き（英語版）』『烙印を押された人々』『宝捜し（英語版）』
- バルトーク・ベーラ (1881 - 1945)：『青ひげ公の城』
- カロル・シマノフスキ (1882 - 1937)：『ロジェ王』
- イーゴリ・ストラヴィンスキー (1882 - 1971)：『夜鳴きうぐいす』『放蕩者のなりゆき』『エディプス王』
- ジョルジェ・エネスク (1881 - 1955)：『エディプス王』
- アルバン・ベルク (1885 - 1935)：『ヴォツェック』『ルル』
- マンフレート・グルリット (1890 - 1972)：『天女』『ヴォツェック』『兵士たち』
- ボフスラフ・マルティヌー (1890 - 1959)：「ジュリエッタ（英語版）』『ミランドリーナ（英語版）』『ギリシャの受難劇（英語版）』『アリアーヌ（英語版）』
- セルゲイ・プロコフィエフ (1891 - 1953)：『3つのオレンジへの恋』『炎の天使』『戦争と平和』『賭博師』
- アルトゥール・オネゲル (1892 - 1955)：『アンティゴーヌ（英語版）』
- ダリウス・ミヨー (1892 - 1974)：『クリストフ・コロンブ（英語版）』『オルフェの不幸』
- カール・オルフ (1895 - 1982)：『月』『賢い女』
- エーリヒ・ヴォルフガング・コルンゴルト (1897 - 1957)：『死の都』
- ジョージ・ガーシュウィン (1898 - 1937)：『ポーギーとベス』
- フランシス・プーランク (1899 - 1963)：『カルメル派修道女の対話』『ティレジアスの乳房』『人間の声』
- クルト・ヴァイル (1900 - 1950)：『三文オペラ』『マハゴニー市の興亡（英語版）』『ハッピー・エンド』『七つの大罪』
- アーロン・コープランド (1900 - 1990)：『デンターランド（入札地）』
- エルンスト・クルシェネク (1900 - 1991)：『ジョニーは弾き始める』『影を跳び越えて』『カール5世』

### 20世紀
- ドミートリイ・ショスタコーヴィチ (1906 - 1975)：『ムツェンスク郡のマクベス夫人』『鼻』『モスクワ・チェリヨムスキー』『賭博師』『オランゴ』
- オリヴィエ・メシアン (1908 - 1992)：『アッシジの聖フランチェスコ』
- サミュエル・バーバー (1910 - 1981)：『ヴァネッサ（英語版）』『アントニーとクレオパトラ（英語版）』
- ジャン＝カルロ・メノッティ (1911 - 2007)：『アマールと夜の訪問者』『アメリア舞踏会へ行く』『霊媒』『電話』『領事』
- ジョン・ケージ (1912 - 1992)：『ユーロペラ I, II, III, IV, V（英語版）』
- ベンジャミン・ブリテン (1913 - 1976)：『ピーター・グライムズ』『ルクレティアの凌辱（英語版）』『ねじの回転（英語版）』『ヴェニスに死す（英語版）』
- ベルント・アロイス・ツィンマーマン (1918 - 1970)：『兵士たち』
- ミェチスワフ・ヴァインベルク (1919 - 1996)：『パサジェルカ（英語版）』『ギリシャの受難劇（英語版）』『肖像画（英語版）』『白痴（英語版）』
- ブルーノ・マデルナ (1920 - 1973)：『ハイペリオン』『サテュリコン』
- ヤニス・クセナキス (1922 - 2001)：『オレステイア』
- ジェルジ・リゲティ (1923 - 2006)：『ル・グラン・マカブル』
- ルイジ・ノーノ (1924 - 1990)：『不寛容』『大いなる太陽に向かって』『プロメテオ』
- ルチャーノ・ベリオ (1925 - 2003)：『耳を澄ます王』『真実の物語』『オウティス』
- アルド・クレメンティ (1925 - 2011)：『フィナーレ』『鐘』
- ハンス・ヴェルナー・ヘンツェ (1926 - 2012)：『若い恋人達のためのエレジー』『バッサリリーデン』
- モートン・フェルドマン (1926 - 1987)：『～でもなく（英語版）』
- タデウシュ・バイルト (1928 - 1981)：『明日』
- カールハインツ・シュトックハウゼン (1928 - 2007)：『光』
- ボグスワフ・シェッフェル (1929 - 2019)：『愛の輝き』『ミニオペラ』
- ロバート・アシュリー (1930 - 2014)：『パーフェクトライヴズ』『ナウ・エレノアの思考』
- シルヴァーノ・ブッソッティ (1931 - 2021)：『（ロレンザッチョ』『ラシーヌ』『安物サーカス』
- ロジェ・ブトリ (1932 - 2019)：
- クシシュトフ・ペンデレツキ (1933 - 2020)：『ルドンの悪魔』『ユビュ王』『ウブ王』
- レーモンド・マリー・シェーファー (1933 - 2021)：『パトリア』
- 姜碩煕 (1934 - 2020)：『超越』
- アルフレート・シュニトケ (1934 - 1998)：『ファウスト博士の物語』『愚者との生活』『ジェズアルド』
- ヘルムート・ラッヘンマン (1935 - )：『マッチ売りの少女』
- ハンス・ツェンダー (1936 - 2019)：『ドン・キホーテ』
- ロルフ・リーム (1937 - )：『沈黙したサイレン』
- ジグムント・クラウゼ（ポーランド語版、英語版） (1938 - )：『イオナ』
- フランツ・フンメル（ドイツ語版、英語版） (1938 - 2022)：『ジェズアルド』『ボイス』
- ハインツ・ホリガー (1939 - )：『白雪姫』
- ブライアン・ファーニホウ (1943 - )：『影の時』
- アンソニー・ブラクストン（英語版） (1945 - )：『トリリエム・アール』
- マイケル・フィニスィー (1946 - )：『鶴亀』『失楽園』
- サルヴァトーレ・シャリーノ (1947 - )：『ローエングリン』『ペルセオとアンドロメダ』『我が裏切りの光』『マクベス』
- ヴァルター・ツィンマーマン (1949 - )：『盲人たち』
- フェルナンド・メンケリーニ (1949 - 1997)：『セクシー・セイディ』
- オリヴィエ・グレフ (1950 - 2000)：『能』
- アドリアーナ・ヘルツキー (1953 - )：『ブレーメンの自由』
- ベアート・フラー (1954 - )：『盲人たち』
- パスカル・デュサパン (1955 - )：『ロミオとジュリエット』『メディアマテリアル』『メランコリア』

## 日本
- 山田耕筰 (1886 - 1965)：『あやめ』『黒船』『堕ちたる天女』
- 菅原明朗 (1897 - 1988)：『葛飾情話』
- 松平頼則 (1908 - 2001)：『源氏物語』『宇治十帖』
- 清水脩 (1911 - 1986)：『修善寺物語』
- 大栗裕 (1918 - 1982)：『赤い陣羽織』
- 別宮貞雄 (1922 - 2012)：『有間皇子』
- 團伊玖磨 (1924 - 2001)：『夕鶴』『ひかりごけ』
- 芥川也寸志 (1925 - 1989)：『ヒロシマのオルフェ』
- 黛敏郎 (1929 - 1997)：『金閣寺』『古事記』
- 三木稔 (1930 - 2011)：『春琴抄（英語版）』
- 林光 (1931 - 2012)：『セロ弾きのゴーシュ』『森は生きている』『あまんじゃくとうりこひめ』
- 高橋悠治 (1938 - )：『可不可』
- 木村雅信 (1941 - 2021)：『竹取物語』『月のウサギ』
- 久保摩耶子 (1947 - )：『羅生門』
- 坂本龍一 (1952 - 2023)：『LIFE a ryuichi sakamoto opera 1999』
- 細川俊夫 (1955 - )：『リアの物語』『班女』『海、静かな海』『二人静』
- 萩京子 (1956 - )：『ロはロボットのロ』『好色一代男』
- 大谷千正 (1956 - )：『親鸞、幻の如くなる一期』『二人のマルグリート』『エンマ』
- 野川晴義 (1962 - )：『ピーターの家庭内暴力エロチカ惨殺事件』
- 藤倉大 (1977 - )：『This Could Be Beautiful?』『ソラリス』『アルマゲドンの夢』